# マテウス・リマ・マガリャンイス
マテウス・リマ・マガリャンイス（Matheus Lima Magalhães、1992年3月29日 - ）は、ブラジルとポルトガルのサッカー選手。ポジションはゴールキーパー。
兄のモイゼス・リマ・マガリャンイスも元サッカー選手である。

## 経歴
アメリカ・ミネイロの下部組織から2012年にトップチームに昇格し2014年まで在籍した。その後、プリメイラ・リーガのSCブラガに移籍した。
2025年6月25日、レッドスター・ベオグラードと1年延長オプションつきの2年契約を締結した。